# Ягудин, Юлий Григорьевич
Юлий Григорьевич (Юда Гилевич) Ягудин (25 декабря 1906, Стародуб — 1989, Москва) — советский флейтист и педагог. Заслуженный деятель искусств РСФСР (1968). Член КПСС с 1941 года.

## Биография
Юлий Ягудин родился в городе Стародуб Черниговской губернии (ныне Брянской область). Он начал играть на флейте в 12 лет, а с 1922 года (то есть с 16 лет) работать флейтистом в оркестре родного города. В 1926—1935 годах Ягудин учился в Московской консерватории по классу флейты, являясь любимым учеником Владимира Цыбина, у которого в 1938-м окончил аспирантуру. В 1935—1946 годах он выступал как солист в ансамбле духовых инструментов, с 1931-го являлся солистом-регулятором Симфонического оркестра Московской филармонии, с 1941-го — солистом Государственного симфонического оркестра СССР, а в 1950―63 — оркестра Большого театра.
С 1937 Юлий Ягудин преподавал флейту в Московской консерватории, в 1964-м став её профессором. Его учениками являлись Альберт Гофман, Александр Корнеев и многие другие известные флейтисты.
Похоронен Ягудин на Донском кладбище.

## Творчество
Юлий Ягудин играл на поперечной деревянной флейте Moritz Monnig. Он выступал с пианистами Марией Юдиной, Абрамом Дьяковым, Генрихом Нейгаузом, Александром Гольденвейзером, с певицами Эвой Бандровской-Турской, Валерией Барсовой, Деборой Пантофель-Нечецкой, играл с квартетами им. Бетховена и им. Бородина.
Ягудину принадлежат редакции и переложения ряда произведений для флейты и фортепиано (23 сборника). Он является автором методических пособий («24 этюда для флейты», «30 этюдов на флажолеты», «Легкие этюды для флейты» и др.).
Будучи любимым учеником Владимира Цыбина, Ягудин написал воспоминания о своём учителе, которые были опубликованы в различных сборниках, в том числе в книге «Воспоминания о Московской консерватории» (1966, с. 375—379).

## Награды
- II премия на Всесоюзном конкурсе музыкантов-исполнителей в Ленинграде (1935) (I премия — кларнетист А. В. Володин)
- Заслуженный деятель искусств РСФСР (1968)